# Fondation du musée de la ville de Berlin
La Fondation du musée de la ville de Berlin (Musée national de la culture et de l'histoire de Berlin) gère plusieurs musées culturels et historiques à Berlin. Cette fondation de droit public est créée le 23 juin 1995 par une loi d'État et rassemble sous son toit des musées publics et privés d'histoire urbaine et culturelle, jusqu'alors soutenus par des associations de soutien.

## Musées
La fondation comprend les musées suivants :
- Musée de la Marche de Brandebourg
- Musée du Palais d'Ephraim (de)
- Musée de l'église Saint-Nicolas
- Musée de la maison Knoblauch (de)
- Village-musée de Düppel
- Exposition berlinoise au Forum Humboldt

La fondation comprenait également le musée du village de Marzahn consacré à la coiffure et à l'artisanat, qui est fermé en 2005. Ses collections sont pour la plupart entreposées dans les dépôts du musée de la ville. Certaines pièces, comme les deux coiffeuses Van de Velde utilisés par le barbier de la cour Haby, sont exposées au musée de la Marche.
Le musée du cirque documenta aquatica, qui a ouvert ses portes en 1990 à Inselstraße 7 à Berlin-Mitte, a fermé en 1994. Les 200 000 objets, livres et œuvres d'art sont désormais stockés en tant que collection indépendante de variétés, de cirque et de cabaret dans le dépôt du Musée de la ville. C'est l'une des plus importantes collections de ce type au monde. La fondation du musée de la Marche est formée par les collections privées du résident de Berlin-Ouest Fritz Dillenberg (acquis en 1972) et de Julius Markschiess van Trix (de) (acquis en 1979). Markschiess van Trix est également le premier chef de département de cette collection jusqu'en 1990. La dernière fois qu'une plus grande partie de celui-ci est montrée dans une exposition spéciale au Palais d'Ephraïm, c'est au printemps 2005.
Depuis 2010, la plus grande partie des 4,5 millions d'objets du musée municipal est conservée dans le dépôt central de la salle Poelzig (de) à Hakenfelde. Toujours en 2010, l'inventaire électronique des objets est lancé à l'aide du système de gestion de musée en ligne robotron*Daphne, et cela doit être achevé d'ici 2020. La numérisation complète des biens culturels en partie uniques est d'une importance bien au-delà du musée de la ville de Berlin.
Le musée de la Marche et la Maison de la marine (de) en face doivent former l'emplacement central de la fondation à partir de 2016. À cet effet, d'autres lieux tels que la maison Galgen (de) et le maison Nicolai (de) ainsi que les lieux de la collection des sciences naturelles et de la collection de l'enfance et de la jeunesse sont cédés par avance. Cependant, les préparatifs de la rénovation de base de la Maison de la marine sont initialement arrêtés, puisqu'une extension n'est plus prévue là-bas, mais sur le champ de Tempelhof. Mais après les Berlinois ont décidé que la ville n'est pas autorisée à construire sur l'aéroport fermé de Tempelhof, lea Maison de la marine revient en discussion en tant qu'extension.
Le directeur par intérim Paul Spies (de) du musée de la ville de Berlin annonce dans l'un de ses premiers communiqués de presse que 65 millions d'euros lui ont été promis pour la rénovation du musée de la Marche et de la Maison de la marine. Ensemble, les deux bâtiments constituent le cœur du futur quartier des musées et de la création au Köllnischer Park. Le musée de la Marche accueillera des expositions qui seront complétées par des offres de médiation, de participation et de coopération dans la maison de la marine. Les travaux du musée de la Marche doivent débuter en 2020 et s'achever en 2025. Il n'y a pas encore de date pour la Maison de la marine.
Depuis le 20 juillet 2021, une exposition au Forum Humboldt est en outre consacrée aux échanges entre Berlin et le monde.